# Parc national de Gambela
Le parc national de Gambela est un parc national situé dans la région de Gambela en Éthiopie. Le centre du parc est à 82 km de la ville de Gambela et à environ 600 km d'Addis-Abeba. D'une superficie de 5 060 km2, ce parc s’étend à de faibles altitudes, entre 400 et 770 m, dominés par la savane, des forêts clairsemées et de vastes zones humides le long de la rivière Akobo et celle de Baro. 

## Histoire
De 1902 jusqu'à ce que le pays soit occupé par les Italiens durant la Seconde Guerre mondiale, le parc fut administré par les Britanniques et était d'ailleurs la seule partie du pays à être ainsi gouvernée. Cette situation était liée au fait que les Britanniques avaient ouvert un port sur la rivière Baro qui, durant la saison des pluies, est navigable et donnait ainsi un accès direct à la mer via le Nil en passant par Khartoum. Le café éthiopien était exporté par cette route jusqu'en 1940. 

## Vie sauvage
Le parc fut initialement créé pour protéger deux espèces d'antilopes en danger : le Cobe de Buffon et le Cobe de Lechwe. 
Dans les rivières Akobo et Baro se trouvent des perches du Nil, des crocodiles et des hippopotames. Le parc est également peuplé d'éléphants, buffles d'Afrique, lions, antilopes chevalines, topis, bubales roux de Lelwel, babouins olive et singes colobe guéréza. Plusieurs espèces d'oiseaux s'épanouissent dans le parc, parmi lesquelles le bec-en-sabot du Nil, la veuve nigérienne, le guêpier à gorge rouge et le guêpier d'Orient.